# بوب سوتون
بوب سوتون (بالإنجليزية: Bob Sutton)‏ هو مدير فني أمريكي، ولد في 28 يناير 1951 في يبسيلانتي في الولايات المتحدة.